# Neriene flammea
Neriene flammea là một loài nhện trong họ Linyphiidae.
Loài này thuộc chi Neriene. Neriene flammea được miêu tả năm 1969 bởi van Helsdingen.